# Plainte argentine contre les crimes du franquisme
 (août 2025).

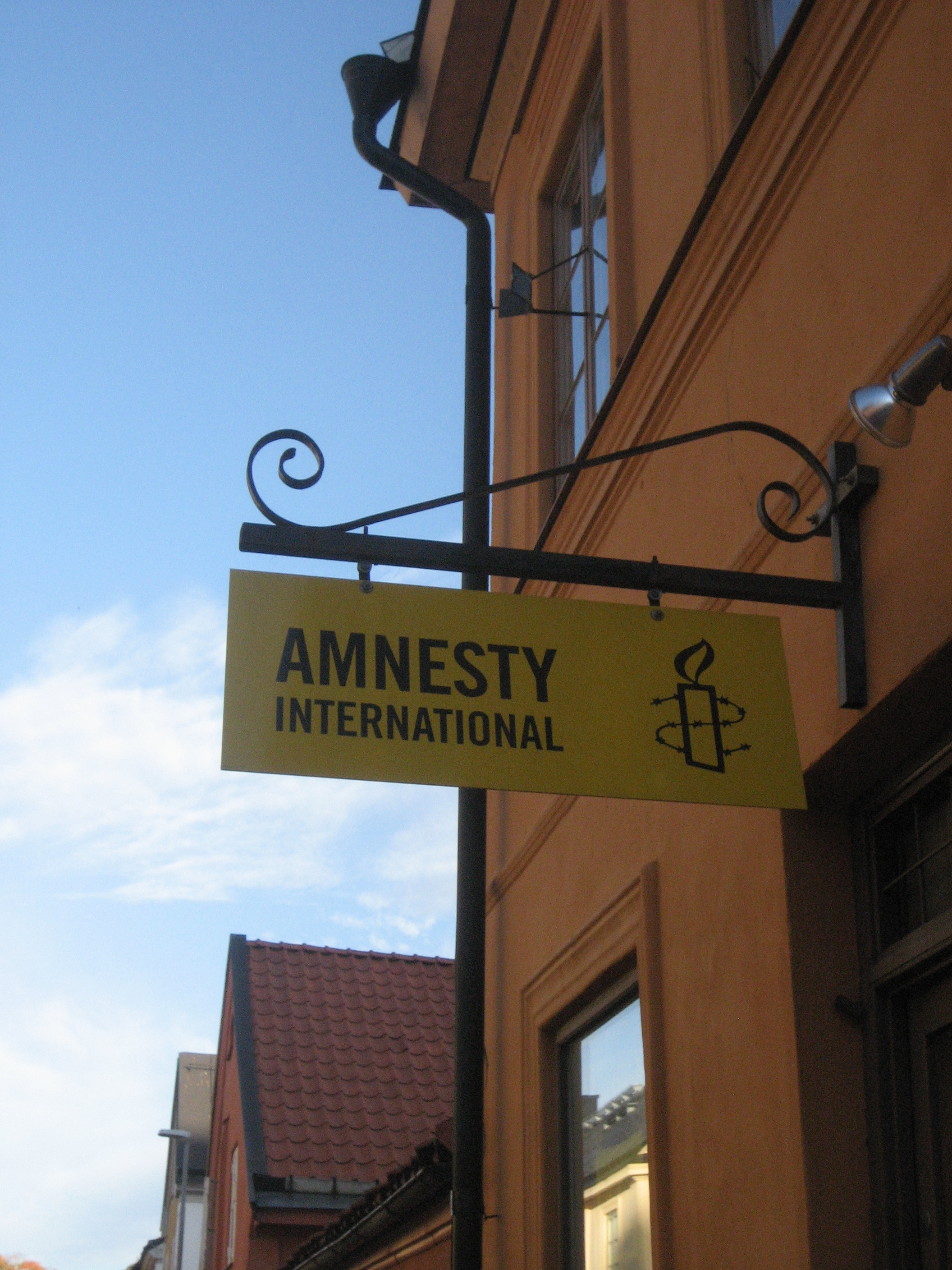
Le cas, ouvert par la juge Maria Romilda Servini de Cubría, a reçu le soutien d'Amnesty International, de la Chambre des Députés de l'Argentine et des parlements de certaines communautés autonomes espagnoles, mais pas de l'Espagne.

La plainte argentine contre les crimes du franquisme est une dénonciation qui a été présentée devant un tribunal pénal de l'Argentine pour les délits de génocide et crimes contre l'humanité commis en Espagne sous la dictature franquiste, dans la période comprise entre le 17 juillet 1936 et le 15 juin 1977. Depuis le 11 juin 2018, la plainte a reçu deux sentences de la Chambre Fédérale de Cassation Pénale de la Capitale Fédérale de Buenos Aires, qui lui attribuent jurisprudence et qui élargissent sa portée, tant territoriale — au-delà des limites de l'État espagnol — que temporelle, en l'étendant jusqu'à la période de la Transition espagnole,,.
Le cas a été ouvert par la juge María Romilda Servini de Cubría, en invoquant le principe de compétence universelle pour juger les crimes contre l'humanité. Il a été initié avec deux dénonciations présentées le 14 avril 2010 par plusieurs organisations humanitaires, ainsi que par Adolfo Pérez Esquivel — Prix Nobel de la Paix en 1980 —, Inés García Holgado et Darío Rivas, fils de Severino Rivas Barja, maire socialiste de Castro de Rey, assassiné en 1937 par des phalangistes. En janvier 2013, le nombre de dénonciations était passé à 150.,,,,
La plainte a reçu le soutien d'Amnesty International qui, dans le rapport publié en 2012 Affaires closes, blessures ouvertes dénonçait le fait qu'en Espagne n'ait pas été menée à terme une recherche judiciaire exhaustive pour tirer au clair les circonstances des crimes commis par la dictature franquiste. En appui à la dénonciation, a été créé en Espagne le réseau citoyen Coordinadora Estatal de Apoyo a la Querella Argentina contra los Crímenes del Franquismo, ou "Coordinateur d'État de Soutien à la Plainte Argentine contre les Crimes du Franquisme" (CEAQUA), qui regroupe de nombreuses organisations et conseils. La plainte a également obtenu l'appui des parlements du Pays Basque, de la Catalogne et de l'Andalousie, ainsi que de la Chambre des députés de l'Argentine.,,,
Le Rapporteur Spécial de l'ONU sur la promotion de la vérité, la justice, la réparation et les garanties de non récidive a sollicité "la collaboration des tribunaux espagnols avec les procédures à l'étranger et l'adoption de mesures pour éviter l'affaiblissement de l'exercice de la juridiction universelle de la part des tribunaux espagnols".
De son côté, en 2014 le Gouvernement espagnol, présidé par Mariano Rajoy, du Parti Populaire, a déclaré que les crimes jugés "sont déjà prescrits en Espagne" et qu'ils étaient protégés par la Loi d'Amnistie de 1977. Cependant, la juge Servini soutient qu'il "s'agit de crimes contre l'humanité et donc, ces crimes ne se prescrivent pas".,

## Antécédents

### Loi d'Amnistie de 1977
La Loi 46/1977, du 15 octobre, dite Loi d'Amnistie, promulguée en Espagne à cette date, est entrée en vigueur à sa publication dans le Bulletin officiel de l'État le 17 octobre 1977.
En janvier 2009, le Comité des droits de l'homme a admonesté l'Espagne pour le "maintien effectif de la Loi d'Amnistie" de 1977, et a rappelé que "les crimes contre l'humanité sont imprescriptibles" et les amnisties "concernant des violations graves des droits de l'homme sont incompatibles avec le pacte". Le Gouvernement espagnol, présidé par José Luis Rodríguez Zapatero, du Parti Socialiste Ouvrier Espagnol, a répondu en remettant en question la compétence du Comité en la matière et a allégué que la Loi d'Amnistie avait été "une demande de l'opposition démocratique", et qu'elle "avait contribué à la transition vers la démocratie en Espagne",.

### Cause contre le franquisme dans l'Audience Nationale espagnole
Le 18 juillet 2007, plusieurs associations ont présenté des dénonciations devant l'Audience Nationale pour la recherche de crimes et disparitions du régime dictatorial de Francisco Franco. Mais celles-ci ont été rejetées, avec l'argument que "les crimes seraient prescrits ou, de toute façon, ils relevaient de la Loi d'Amnistie Espagnole de 1977".
En septembre 2008, le juge d'instruction de l'Audience Nº 5, Baltasar Garzón, a rétabli ces accusations, qui comprenaient les noms de 130.000 disparus. Le Ministère public de l'Audience Nationale a allégué que les crimes de génocide et les crimes contre l'humanité n'étaient pas qualifiés dans le Code Pénal de 1932, en vigueur lorsque ces faits ont été commis, et qu'en conséquence cela ne pouvait pas s'appliquer de manière rétroactive; que les séquestrations avec disparition forcée ne sont pas des délits permanents; et que les délits comme les peines seraient prescrits, raison pour laquelle les faits ne pourraient pas être considérés comme des crimes contre l'humanité,.
Cependant, Garzón s'est déclaré compétent pour mener l'enquête sur le cas et, en se prévalant de ce qu'il s'agit de crimes imprescriptibles, a accusé le régime de Franco, le 14 octobre 2008, d'un délit de génocide, en considérant que ces assassinats faisaient partie d'une campagne d'extermination de l'ennemi politique organisée par le régime,.
Enfin, le 18 novembre, le juge a déclaré la responsabilité pénale du général Franco et de 44 autres hauts dirigeants de son gouvernement, après avoir vérifié le certificat de décès de tous. Par ailleurs, il a confié la recherche sur les crimes aux tribunaux d'instruction des provinces où se trouvent les fosses communes. Ces tribunaux territoriaux ont ensuite présenté la plupart des cas sans mener la moindre recherche. Enfin, la justice espagnole a opposé son veto à cette recherche,,.

## Chronologie

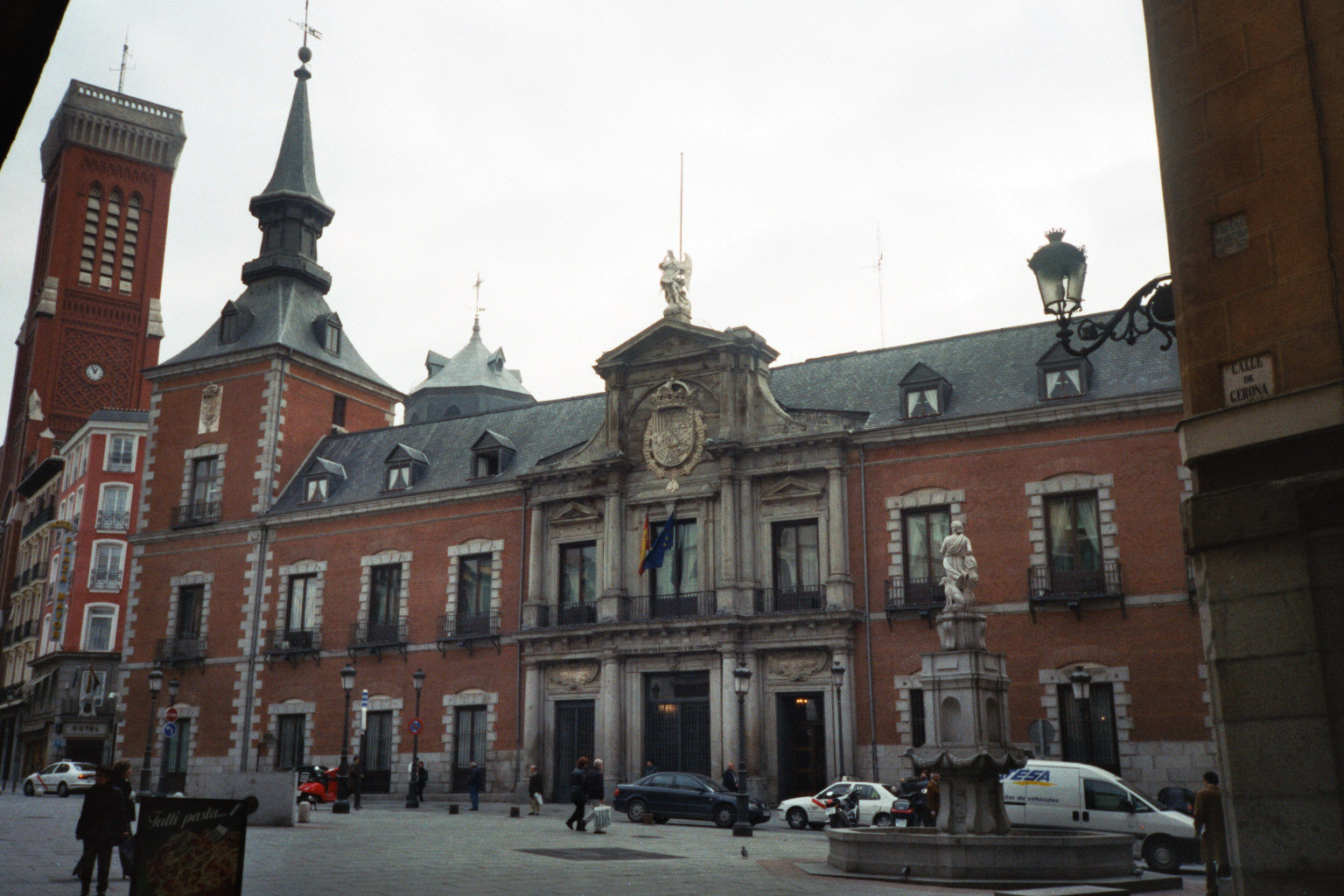
Siège du Ministère des Affaires étrangères et de Coopération, à Madrid, qui a exprimé son "malaise" à propos de la dénonciation et a provoqué l'annulation des témoignages attendus.

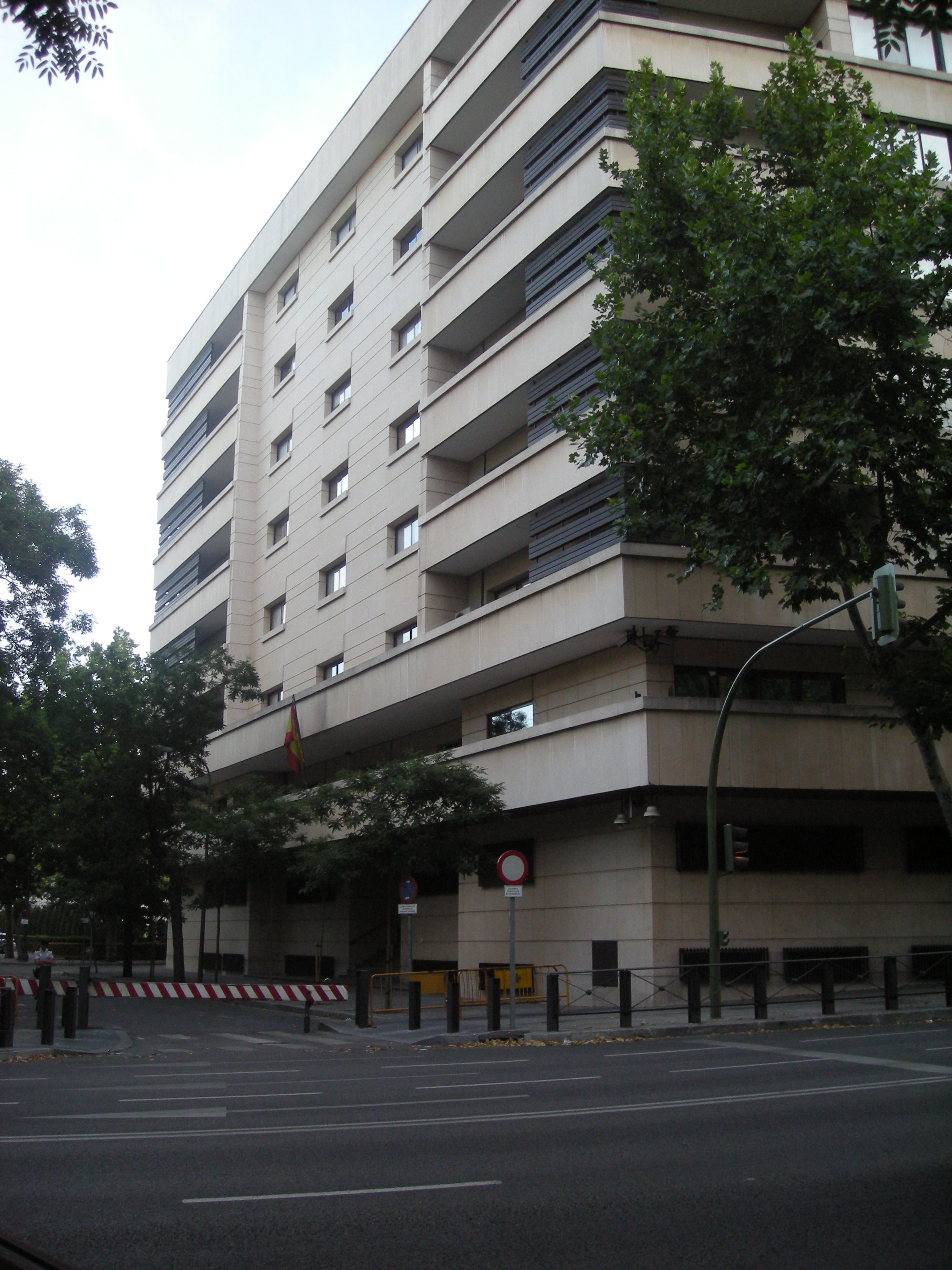
L'Audience Nationale s'oppose à l'extradition des accusés avec des mandats internationaux d'arrestation, par exemple, d'Interpol.

Le 14 avril 2010, Darío Rivas et Inés García Holgado, deux parents de victimes de la répression franquiste, ont présenté une plainte au Tribunal National Criminel et Correctionnel Fédéral nº1 de Buenos Aires, en se basant sur le droit international des droits humains, ainsi que sur la Constitution et les lois argentines. Les avocats qui ont représenté le cas étaient Carlos Slepoy et Ana Messuti à Madrid, et David Baigún, Máximo Castex, Ricardo Huñis, Beinusz Szmukler, Carlos Zamorano et Héctor Trajtemberg en Argentine,.
Le 21 juin 2012, a été créé le Réseau AQUA, qui a été ensuite dénommer CeAQUA. La Plate-forme Basque pour la Plainte contre les Crimes du Franquisme a été créée également, et petit à petit d'autres plate-formes similaires ont surgi dans toute l'Espagne.
Le 28 novembre 2012, 5.000 témoignages ont été déposés au Tribunal n°1 de Buenos Aires.
Le 21 mars 2013, les premières charges ont été présentées et des mandats d'arrêt internationaux ont été émis contre Rodolfo Martín Villa, José Utrera Molina, Fernando Suárez González, Rafael Gómez-Chaparro Aguado (magistrat-juge), Jesús Cejas Mohedano, Juan Antonio González Pacheco (alias Billy el Niño), José Ignacio Giralte González, Celso Galván Abascal et Jesús Muñecas Aguilar.
Les témoignages par vidéo-conférence prévus pour les 25 et 26 avril 2013 ont été annulés. Ultérieurement, les séances programmées pour les 2, 3, 8, 9, 15 et 16 mai furent suspendues elles aussi, dans les derniers cas en raison d'une déclaration du Ministère des Affaires étrangères et de la Coopération de l'Espagne adressée à l'ambassadeur argentin Carlos Bettini, dans laquelle on lui exposait le malaise provoqué par les événements. En mai 2013, plus de 40 parlementaires et sénateurs espagnols ont signé un document pour épauler la dénonciation.
Le 18 septembre 2013, la juge María Servini de Cubría a émis un mandat international de recherche et d'arrêt contre Juan Antonio González Pacheco, José Ignacio Giralte González, Celso Galván Abascal et Jesús Muñecas Aguilar, anciens membres des forces de sécurité franquistes accusés de torture. Amnesty International a apporté son soutien à la demande. Depuis septembre 2013, l'Argentine a autorisé ses consulats à présenter des plaintes qui ont été ajoutées à la demande.,
En novembre 2013, treize plaignants ont prêté serment en Argentine pendant une semaine. Parmi les déclarants qui se sont rendus à Buenos Aires se trouvait Ascensión Mendieta, de 88 ans, qui était venue en recherche de réparation pour son père, Timoteo Mendieta, fusillé le 16 novembre 1939,.
Le 5 décembre 2013, le juge de l'Audience Nationale, Pablo Ruz, a cité à comparaître deux accusés dans la plainte argentine. Le 31 janvier 2014, le Ministère public de l'Audience Nationale s'est opposé à l'extradition de l'ex-inspecteur Juan Antonio González Pacheco vers l'Argentine. Le 2 février, le rapporteur de l'ONU a critiqué cette décision. 
Le 15 avril 2014, la troisième section de l'Audience Nationale a rejeté l'extradition de Jesús Muñecas Aguilar, et le 30 avril, la deuxième section a rejeté celle d'Antonio González Pacheco en faisant valoir que les délits de tortures pour lesquels il était poursuivi étaient «largement prescrits», en opposition au raisonnement juridique de la magistrate Servini,.
Entre le 18 et le 30 mai 2014, la juge Maria Servini et le procureur Ramiro González sont venus en Espagne avec leurs secrétaires judiciaires et ont fait plusieurs déclarations.
Le 31 octobre 2014, la juge Servini a demandé à Interpol l'arrestation préventive de Martín Villa, Utrera Molina et de 18 autres personnes impliquées pour les extrader. Le 19 novembre, Utrera Molina, à travers la Fondation Nationale Francisco Franco, a menacé les victimes de la dictature de possibles poursuites pour atteinte à son "honneur",.
Le 24 mars 2016 la «Xarxa Catalana i Balear de suport a la Querella Argentina» a rendu public un communiqué annonçant son retrait du réseau coordinateur CEAQUA.
Le 11 juin 2018 la salle 4 de la «Chambre Fédérale de Cassation Pénale» de la ville autonome de Buenos Aires, dans la cause CFP 4591/2010/8/CFC1 (registre núm.655/18 | Allez SAIJ: FA18260286) a dicté une sentence pour inclure, dans la dénommée Plainte Argentine, le cas du meurtre de Gustau Muñoz, dans le cadre du supposé crime contre l'humanité, meurtre qui eut lieu le 11 septembre 1978 dans la rue Ferran de Barcelone. La barrière temporelle de juin 1977 était ainsi surmontée, laissant ouverte la possibilité de plaintes contre les crimes commis pendant la Transition. Dans cette cause, par conséquent, ont été brisées des frontières de l'espace et du temps par la reconnaissance de l'unité d'un contexte qui répondait à un plan systématique et généralisé d'extermination.
Le 11 juin 2018 la salle 4 de la «Chambre Fédérale de Cassation Pénale» de la ville autonome de Buenos Aires, dans la cause CFP 4591/2010/8/CFC1 (registre núm.655/18 | Allez SAIJ: FA18260286) a dicté une sentence pour inclure, dans la dénommée Plainte Argentine, le cas d'arrestation illégale (18 juillet 1936 à Tétouan, capitale du Protectorat Espagnol au Maroc), l'exécution et la disparition du corps de M. José Salmerón Céspedes, dans le cadre du supposé crime contre l'humanité. Etant ainsi dépassée la limitation exclusive au territoire espagnol. Dans cette cause, par conséquent, ont été brisées des frontières de l'espace et du temps par la reconnaissance de l'unité d'un contexte qui répondait à un plan systématique et généralisé d'extermination.

## Les crimes recherchés

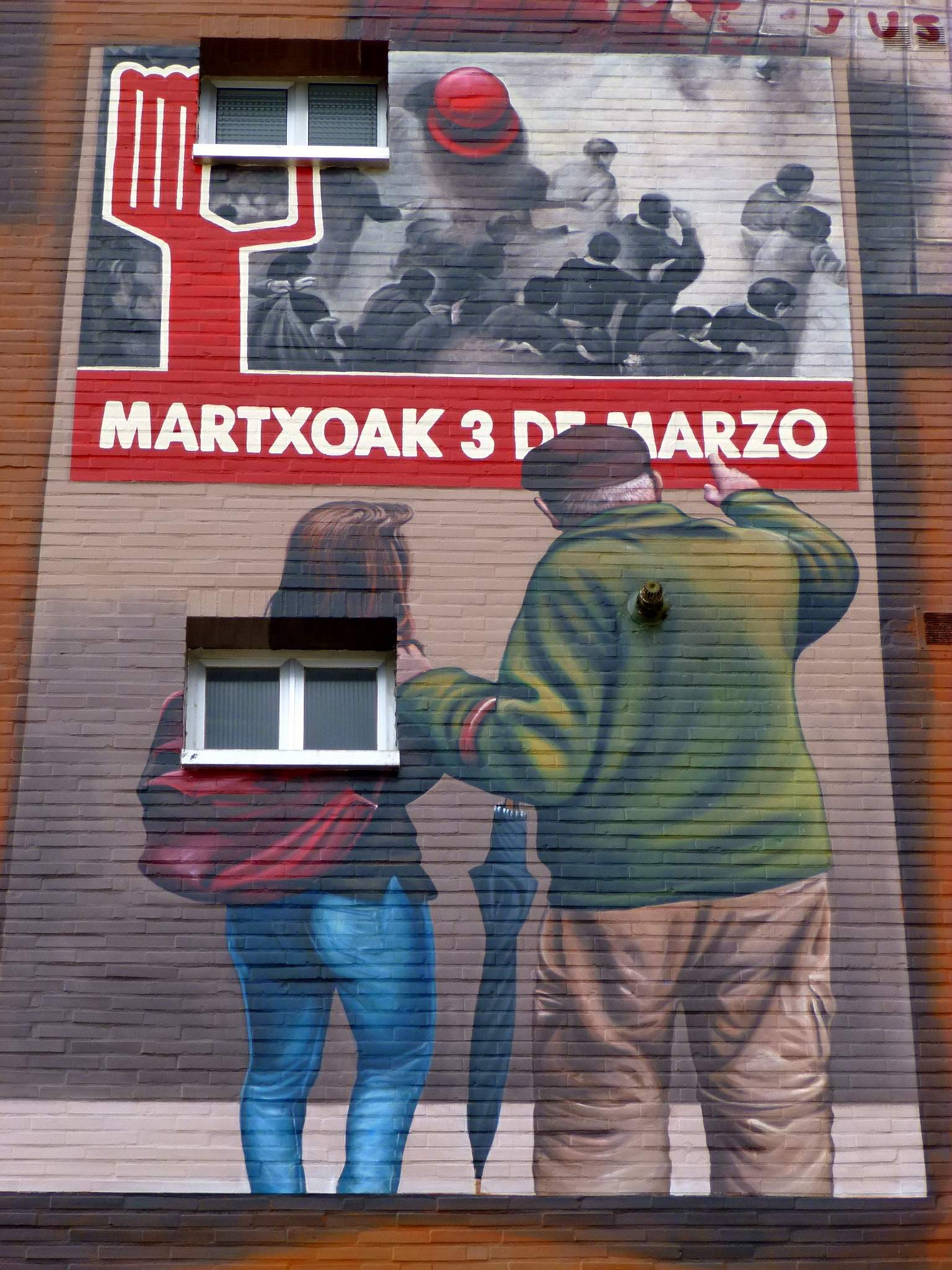
Peinture murale en mémoire des événements de Vitoria, du 3 mars 1976.

Le Tribunal National Criminel et Correctionnel Fédéral nº1 de Buenos Aires, composé par la juge Servini, recherche "la possible commission d'actes atroces de génocide et/ou crimes contre l'humanité pendant la Guerre Civile et le franquisme".
Les crimes recherchés comprennent torture et incarcération, disparitions forcées, assassinats, travaux forcés, enfants volés et sentences de mort. L'incorporation à cette recherche de cas du franquisme finissant, comme celui de Salvador Puig Antich ou le massacre de Vitoria du 3 mars, a donné une impulsion définitive à la dénonciation.

## Mandat d'arrêt international
Le 19 septembre 2013, la justice argentine a exigé l'arrestation de quatre policiers espagnols pour des délits de torture pendant le régime franquiste: Jesús Muñecas Aguilar, Celso Galván Abascal, José Ignacio Giralte González et Juan Antonio González Pacheco.

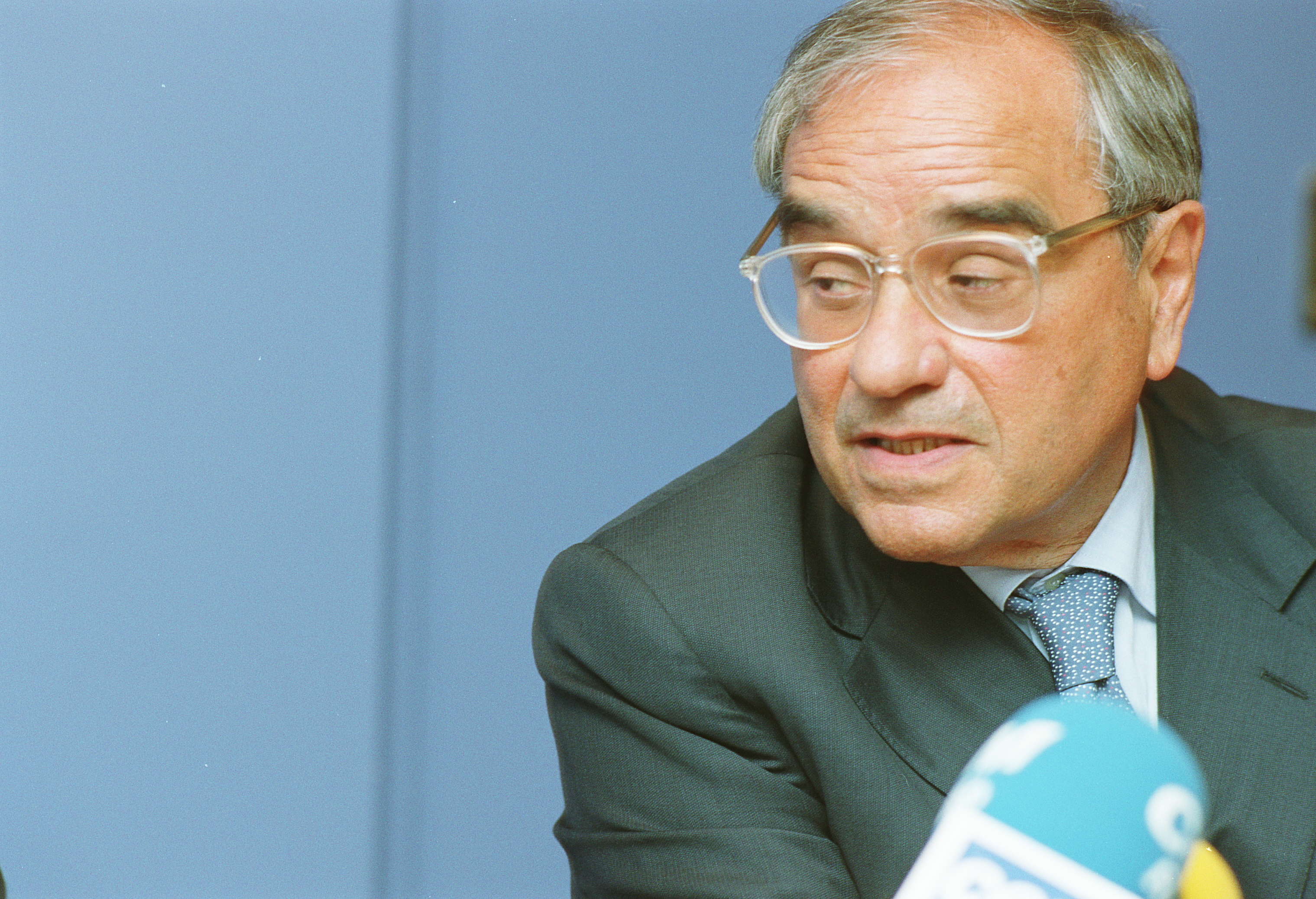
Rodolfo Martín Villa est l'un des accusés pour qui a été demandé un arrêt international et l'extradition vers l'Argentine.

Le 12 novembre 2014, Interpol a sollicité l'arrestation de 20 accusés de crimes commis pendant la dictature de Franco, parmi lesquels se trouvent Rodolfo Martín Villa, Antonio Carro Martínez, Licinio de la Fuente, José María Sánchez-Ventura Pascual, Alfonso Osorio, Benjamin Solsona Cortes, José Utrera Molina et Fernando Suárez González. Immédiatement, le ministre de la justice espagnol, Rafael Catalá, a avancé que l'Audience Nationale refuserait l'extradition vers l'Argentine des vingt accusés. Le 13 mars 2015, le Conseil des Ministres a refusé officiellement l'extradition des ex-ministres Utrera Molina et Martín Villa, après avoir retardé le processus en sollicitant plus d'information de l'Argentine,,,,.
Pablo de Greiff, rapporteur spécial de l'ONU sur la promotion de la vérité, la justice, la réparation et les garanties de non réitération, a rappelé dans son rapport du 22 juillet 2014 "l'obligation internationale de l'État (espagnol) d'extrader ou de juger et qu'il ne pourra refuser l'extradition des accusés de la justice espagnole que pour entamer la recherche et juger les responsables ".

## Réactions
En mai 2012, la section espagnole d'Amnesty International a présenté un rapport dans lequel elle analysait la réponse donnée par la justice espagnole aux crimes commis pendant la Guerre Civile et le régime de Franco et dénonçait le fait que n'ait pas été réalisée une recherche judiciaire exhaustive pour connaître les abus commis pendant la période dictatoriale de 1936 à 1975. Une partie du rapport se concentre sur la dénonciation présentée par les victimes et des organisations d'Espagne et d'Argentine dans ce dernier pays, en se basant sur le principe juridique de compétence universelle. Spécifiquement, le rapport conclut que, malgré la réponse du Ministère public Général de l'Espagne et du gouvernement à la juge María Romilda Servini de Cubría chargée de la plainte argentine, selon laquelle "en Espagne s'ouvriront des procédures judiciaires sur les faits pour lesquelles l'Audience Nationale se déclarera incompétente", le fait est qu'après cette déclaration de non compétence la plupart des cas seront archivés. Selon Amnesty International, "l'Espagne est en train de manquer à ses obligations internationales en matière de droit à la justice pour les victimes et à son devoir de rechercher les crimes de droit international commis pendant la Guerre Civile et le régime de Franco" et elle conclut que la situation des victimes est d'une "totale impuissance judiciaire" et que la "coopération judiciaire pénale (...) prévue par le droit international" et effectuée dans ce cas par l'Argentine doit continuer.
En juillet 2014 Pablo de Greiff a présenté un rapport qui "analyse les mesures prises par les autorités espagnoles en (... ) vérité, justice, réparation et garanties de non réitération, en relation avec les graves violations des droits de l'homme et le droit international humanitaire commises pendant la guerre civile et la dictature franquiste ".
Pablo de Greiff a réitéré l'"incompatibilité des effets de la loi d'amnistie avec les obligations internationales acquises par l'Espagne", obligations que celle-ci a contractées avant d'adopter la loi d'amnistie, et que "le droit international établit que, en relation avec les cas de disparition forcée, la période de prescription doit commencer à partir du moment où cesse la disparition forcée, c'est-à-dire, le moment où la personne ré-apparaît vivante ou celui où l'on trouve son corps". Le gouvernement espagnol considère que les délits jugés "sont déjà prescrits en Espagne" et qu'ils sont aussi en contradiction avec la Loi d'amnistie espagnole de 1977. Cependant, les Nations unies ont insisté sur le fait que "l'Espagne est obligée d'extrader les responsables de violations graves des droits humains" et "ne peut pas se protéger des principes de limitation de la responsabilité pénale". En outre, les experts de l'ONU ont souligné que les arguments du Cabinet n'ont pas de fondement et qu'ils contredisent les "normes et standards internationaux des droits humains".=,,.
La publication «Trial International» (février 2019): Les défis probatoires dans les cas de juridiction universelle (Universal Jurisdiction Annual Review 2019) indique, dans  "Etablir l'inconditionnalité de la juridiction universelle" (p.14): «Dans son jugement, la Court Suprême Fédérale a clarifié que le principe de juridiction universelle n'est pas un principe d'application subsidiaire, concurrent ou limité aux liens entre les faits et l'Etat qui veut les juger. La Cour Suprême Fédérale a jugé aussi que la qualification internationale d'un crime contre l'humanité dépend exclusivement de la vérification qu'un acte illicite est commis dans le contexte d'une attaque généralisée ou systématique contre une population civile. Elle a trouvé que les crimes pouvaient se produire non seulement dans l'épicentre spatio-temporel sur lequel s'étend l'attaque, mais aussi à ses marges.».
Dans la publication «Jurisdicción Universal en Latinoamérica» (août 2023), dans "Analyse comparée" (p.10): «Cette analyse comparative part de l'idée que l'application effective de la juridiction universelle contribue au renforcement de la justice au niveau international, permet l'établissement de précédents légaux et la construction de normes et standards globaux pour la poursuite internationale de délits. De plus, elle favorise la coopération et l'échange d'information entre pays dans la lutte contre l'impunité et pour la protection des droits humains.»

## Filmographie
Les films documentaires Le miroir de la mémoire: la plainte argentine contre le franquisme (2015) et Le silence des autres (2018) traitent de cette dispute,.